# Tutshill
Tutshill é uma pequena vila na Floresta de Dean, Gloucestershire, Inglaterra.
É localizada no lado leste do Rio Wye, fronteira com o País de Gales e próximo a Chepstow. O vilarejo de Woodcroft junta-se a Tutshill pelo norte. Aos nove anos, a escritora J.K.Rowling morou lá, freqüentando a Tutshill Primary School, antes de mudar-se para Sedbury, a sul de Tutshill.Também é acasa dos tornados de Tutshill